# پتر یارخوفسکی
پتر یارخوفسکی (چکی: Petr Jarchovský؛ زادهٔ ۶ اکتبر ۱۹۶۶) فیلم‌نامه‌نویس اهل جمهوری چک است.
از فیلم‌ها یا برنامه‌های تلویزیونی که وی در آن نقش داشته‌است، می‌توان به تدی خرسه و کارت شناسایی اشاره کرد.